# San Godenzo
San Godenzo (San Godènzo, [saŋ ɡoˈdɛnʦo]) è un comune italiano di 1 129 abitanti della città metropolitana di Firenze in Toscana, a circa 50 chilometri dal capoluogo, lungo la strada che porta a Forlì. Appartiene alla Unione di comuni Valdarno e Valdisieve.

## Geografia fisica
- Classificazione sismica: zona 2 (sismicità medio-alta), Ordinanza PCM 3274 del 20/03/2003
- Classificazione climatica: zona E, 2891 GG
- Diffusività atmosferica: media, Ibimet CNR 2002

Dati rilevati dalla stazione di Castagneto, situata a 918 m s.l.m.:
| Castagneto         | Gen  | Feb  | Mar | Apr  | Mag  | Giu  | Lug  | Ago  | Set  | Ott  | Nov | Dic  |
| ------------------ | ---- | ---- | --- | ---- | ---- | ---- | ---- | ---- | ---- | ---- | --- | ---- |
| T. max. media (°C) | 4,5  | 5,2  | 8,3 | 12,6 | 17,8 | 22,0 | 25,5 | 25,4 | 21,9 | 15,3 | 9,2 | 5,4  |
| T. min. media (°C) | -1,2 | -0,4 | 2,5 | 5,9  | 9,6  | 12,8 | 15,1 | 14,7 | 11,6 | 7,0  | 2,8 | -0,3 |

## Storia
Il borgo appartenne alla nobile famiglia Guidi che, nel 1344, lo cedette a Firenze. Nel 1302 vi si tenne il convegno degli esuli ghibellini per accordarsi con i Guidi e gli Ubertini contro Firenze. Al convegno partecipò anche il guelfo bianco Dante Alighieri, da pochi mesi in esilio, contro i guelfi neri di Firenze.

### Simboli
Intorno al 1860 il Comune adottò come proprio emblema uno scudo diviso verticalmente nei tre colori nazionali, ponendo nel campo bianco un giglio rosso per rammentare l'antico dominio della repubblica fiorentina, ed in capo la croce bianca in campo rosso dei Savoia.
Lo stemma comunale è così blasonato dal Crollalanza:
Lo statuto comunale riporta però il colore azzurro al posto del verde e il giglio fiorentino d'oro invece del tradizionale rosso.
Il gonfalone in uso è un drappo di azzurro.

## Monumenti e luoghi d'interesse
- Chiesa di Santa Maria all'Eremo, le prime notizie risalgono al 1021. Nel 1028 il vescovo di Fiesole Jacopo il Bavaro la concedeva ai monaci benedettini dell'abbazia di San Gaudenzio in Alpe.
- Chiesa di San Martino a Castagno d'Andrea, la primitiva chiesa sorgeva in località San Martino nei pressi dell'antico cimitero. Nel 1840 fu spostata ed edificata nel luogo su cui attualmente sorge.
- La chiesa di San Niccolò a Casale ha una semplice facciata a capanna ed un'unica navata con abside, coperta con capriate a vista.
- Abbazia di San Gaudenzio, nel 1028 il vescovo fiesolano  Jacopo il Bavaro fondò presso la pieve un monastero benedettino. La chiesa fu ricostruita e nuovamente consacrata nel 1070.
- La pieve di San Babila a San Bavello, che la tradizione popolare vuole edificata dalla contessa Matilde, è menzionata per la prima volta in una bolla papale nel 1103, con la quale viene confermata la sua appartenenza alla diocesi di Fiesole.
- La chiesa di San Giorgio a Petrognano faceva parte della Montagna di San Gaudenzio, donata dal vescovo di Fiesole Jacopo il Bavaro al monastero di San Gaudenzio in Alpe, da lui fondato nel 1028.

## Società

### Evoluzione demografica
Abitanti censiti

### Etnie e minoranze straniere
Secondo i dati ISTAT al 31 dicembre 2010 la popolazione straniera residente era di 58 persone. Le nazionalità maggiormente rappresentate in base alla loro percentuale sul totale della popolazione residente erano:
- Romania 32 2,54%
- Albania 26 2,07%

## Geografia antropica

### Frazioni
Nel territorio di San Godenzo sono comprese, in aggiunta al capoluogo comunale, le seguenti frazioni:
- Casale (582 m s.l.m., 36 abitanti)
- Castagneto (552 m s.l.m., 28 abitanti)
- Castagno d'Andrea (727 m s.l.m., 224 abitanti) situato ai piedi del monte Falterona è conosciuto per aver dato i natali al pittore Andrea del Castagno (1421-1457). È anche uno degli accessi al Parco Nazionale delle Foreste Casentinesi, Monte Falterona e Campigna.
- Petrognano (575 m s.l.m., 17 abitanti)
- San Bavello (251 m s.l.m., 83 abitanti)

### Altre località del territorio
Numerose sono le borgate e località sparse nel territorio comunale, le cui principali sono: Caprile, Cavallino, Ficciana, Gugena, Montaonda, Muraglione, Osteria Nuova, Pruneta, Serignana, Spaliena.

## Amministrazione
Di seguito è presentata una tabella relativa alle amministrazioni che si sono succedute in questo comune.
| Periodo        | Periodo          | Primo cittadino  | Partito                                                        | Carica  | Note   |
| -------------- | ---------------- | ---------------- | -------------------------------------------------------------- | ------- | ------ |
| 19 giugno 1985 | 6 giugno 1990    | Livio Zoli       | Democrazia Cristiana                                           | Sindaco | [ 12 ] |
| 4 luglio 1990  | 22 febbraio 1993 | Giorgio Gera     | Partito Comunista Italiano, Partito Democratico della Sinistra | Sindaco | [ 12 ] |
| 13 aprile 1993 | 24 aprile 1995   | Danilo Rogai     | Partito Socialista Italiano                                    | Sindaco | [ 12 ] |
| 24 aprile 1995 | 14 giugno 1999   | Livio Zoli       | centro-sinistra                                                | Sindaco | [ 12 ] |
| 14 giugno 1999 | 14 giugno 2004   | Alessandra Pini  | centro-sinistra                                                | Sindaco | [ 12 ] |
| 15 giugno 2004 | 8 giugno 2009    | Alessandra Pini  | centro-sinistra                                                | Sindaco | [ 12 ] |
| 8 giugno 2009  | 26 maggio 2014   | Alessandro Manni | centro-sinistra                                                | Sindaco | [ 12 ] |
| 26 maggio 2014 | 27 maggio 2019   | Alessandro Manni | centro-sinistra                                                | Sindaco | [ 12 ] |
| 27 maggio 2019 | in carica        | Emanuele Piani   | lista civica                                                   | Sindaco | [ 12 ] |

Nel corso del 2018 il sindaco Alessandro Manni tentò avviare un processo di fusione fra i comuni di San Godenzo e Dicomano.
Dalla parte del No si schierò il comitato Difendi San Godenzo. Il 66% dei votanti votò contro la fusione al referendum consultivo.